# Salbitbrücke
Die Salbitbrücke ist eine hochalpine Fussgänger-Hängeseilbrücke im Voralptal der Urner Alpen im Schweizer Kanton Uri.

## Lage
Die Brücke liegt in der Südflanke des 2985 m hohen Berges Salbitschijen auf 2400 m ü. M. zwischen Salbit- und Voralphütte in der Nähe des Salbitschijenbiwaks. Der Aufstieg zur Brücke weist einen Schwierigkeitsgrad von T4 auf und ist stellenweise versichert.

## Technische Daten und Geschichte
Die Brücke weist eine Länge von 90 Metern auf, hat eine Gehbreite von 64 Zentimetern und erhebt sich 122 Meter über der Schlucht.
Die Salbitbrücke wurde unter Verwendung von Material der durch einen Neubau ersetzten Triftbrücke aus dem Berner Oberland nach dem Vorbild nepalesischer Hängeseilbrücken errichtet. Sie wurde nach einer Bauzeit von etwa zwei Monaten am 19. Juni 2010 eröffnet und erleichtert das Begehen des Verbindungsweges zwischen den Hütten, das bis dahin nur auf dem alten «Kettenweg» mit Hilfe von Klettersteigausrüstung möglich war. Die Baukosten beliefen sich auf 280'000 Schweizer Franken. Das Projekt war wegen des befürchteten Massentourismus umstritten und mit Einsprachen belegt.

## Galerie

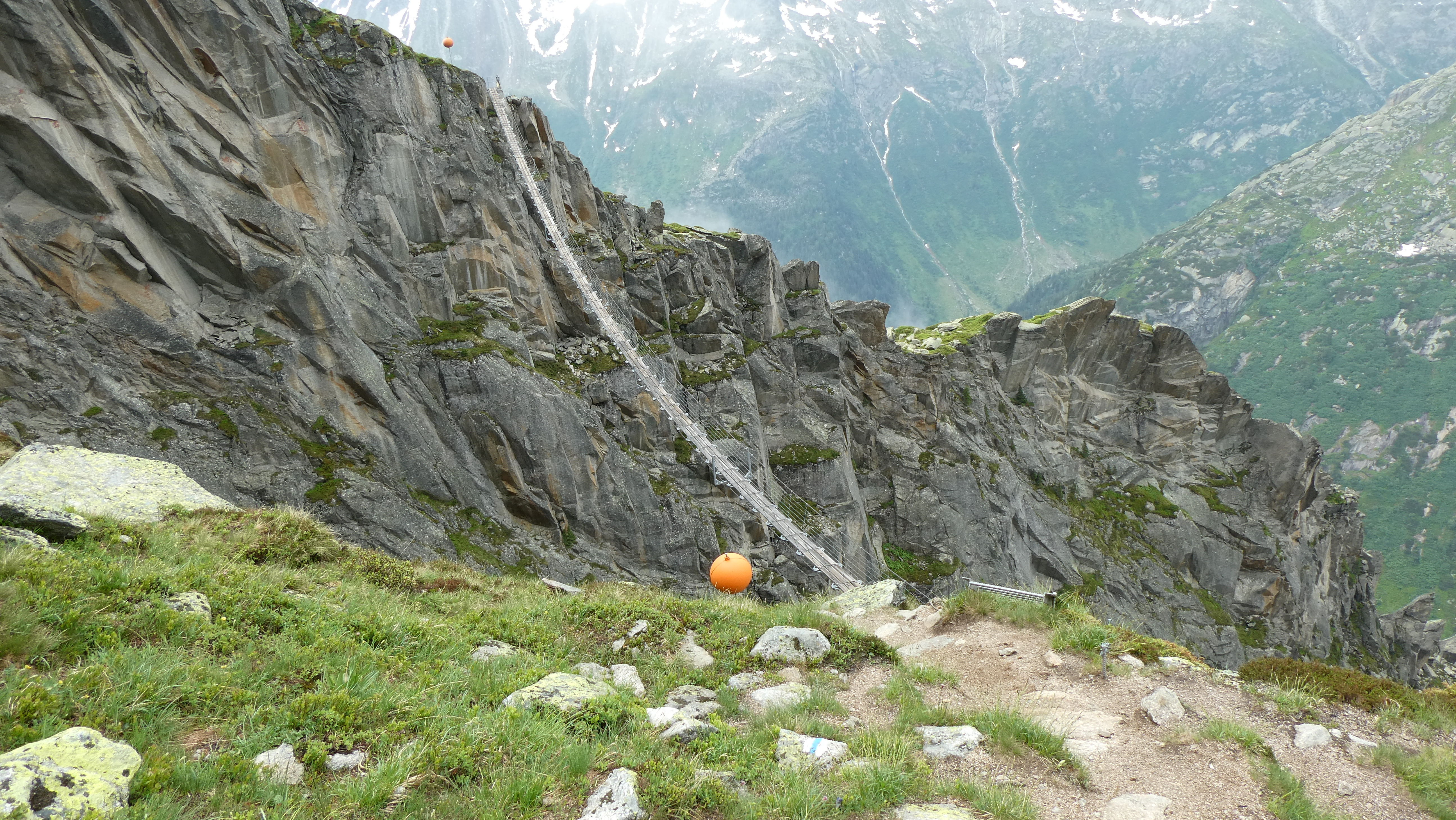
Von Westen
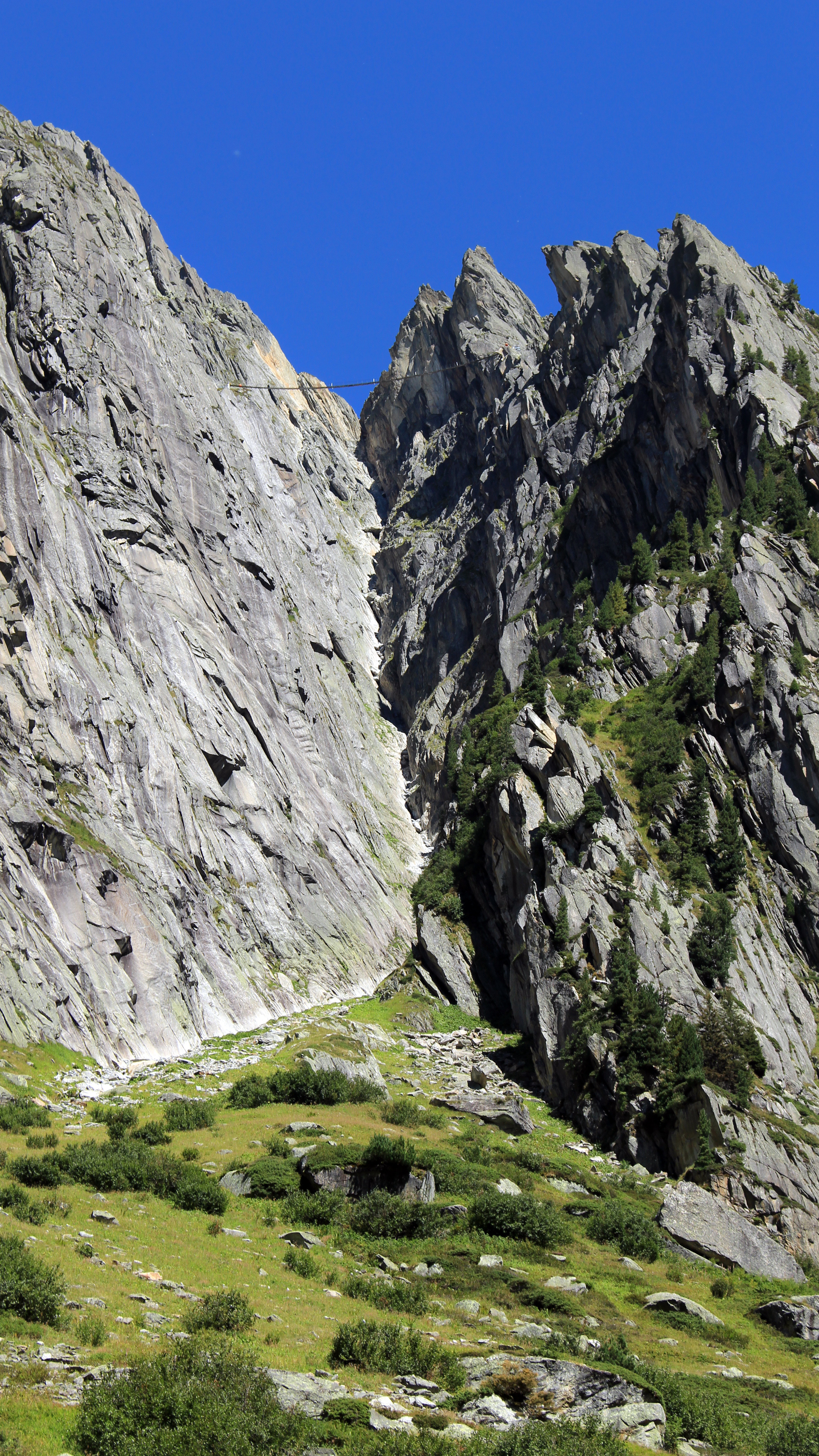
Von unten